# 즈라지
즈라지(폴란드어: zrazy, 단수: zraz 즈라스[*], 리투아니아어: zrazai 즈라자이, 단수: zrazas 즈라자스 또는 mušti suktinukai 무슈티 숙티누카이, 단수: muštas suktinukas 무슈타스 숙티누카스)는 폴란드(실레시아 룰라드), 서부 벨라루스 및 리투아니아에서 인기 있는 고기 룰라드 요리이다. 그 기원은 폴란드-리투아니아 시대로 거슬러 올라간다.

## 재료
전통적인 즈라지는 말린 모양이며, 얇게 썬 쇠고기에 소금과 후추로 맛을 내고 채소, 버섯, 달걀, 감자를 넣어 만든다.

## 역사
이 요리가 정확히 언제 발명되었는지, 그리고 옛 폴란드-리투아니아의 어느 지역에서 처음 만들어졌는지는 알려져 있지 않다. 폴란드와 리투아니아 모두 즈라지를 자신들이 만들었다고 주장한다.
전통적인 형태의 즈라지는 아마도 리투아니아 요리에서 유래했을 가능성이 높지만, 그 이름은 폴란드어에서 유래했으며 '고기 조각' 또는 '통째로 구운 고기에서 잘라낸 것'을 의미한다.

## 같이 보기
- 룰라드 – 말린 고기 요리에 대한 일반적인 프랑스어 유래 단어
- 쇠고기 요리 목록
- 소를 넣은 음식 목록